# وراز تیرداد یکم
وراز تیرداد یکم پادشاه اران از ۶۷۰–۷۰۵ میلادی بود. وی از سال ۶۹۴ تا ۶۹۹ میلادی به عنوان زندانی در قسطنطنیه نگهداری می‌شد و در غیاب او ملکه اسپاراما و شاهزاده شیرو حکومت می‌کردند. هنگامی که تیرداد به سلطنت رسید شیرو توسط اعراب زندانی شد. پس از مرگ او، پادشاهی سلسله مهرانیان پایان یافت.